# ویلس (اکلاهاما)
ویلس (به انگلیسی: Wheeless) یک منطقهٔ مسکونی در ایالات متحده آمریکا است که در شهرستان سیمران، اکلاهما واقع شده‌است. ویلس ۱٬۴۲۴٫۹۶ متر بالاتر از سطح دریا واقع شده‌است.